# Championnat d'Irlande de football 2023
Navigation
Édition précédente Édition suivante
La saison 2023 du Championnat d'Irlande de football est la 103e saison du championnat national. Ce championnat se compose de deux divisions, la Premier Division, le plus haut niveau et la First Division, l’équivalent d’une deuxième division. Le Shamrock Rovers Football Club est le tenant du titre après sa victoire de 2022. Le club va tenter de réaliser la passe de quatre victoires consécutives en championnat.
Une nouvelle équipe fait son apparition dans le championnat : le Kerry Football Club basé à Tralee intègre la First Division.
Après un début de saison très difficile, les Shamrock Rovers remportent un quatrième titre de champion consécutif, égalant ainsi leur propre record datant du milieu des années 1980. Derry City FC prend la deuxième place et St. Patrick's Athletic FC s'adjuge la troisième place. En bas de tableau, UCD termine à la dernière place et est relégué en deuxième division. 
En First Division, après avoir écrasé la compétition, Galway Football Club valide son retour dans l'élite.

## Les changements depuis la saison précédente

### Promotions et relégations
Au terme de la saison 2022, une seule équipe est reléguée en First Division, Finn Harps Football Club qui a terminé à la dernière place du championnat. À l'opposé une équipe est donc promue dans l'élite, Cork City Football Club vainqueur de la deuxième division. Cork revient dans l'élite après deux saisons en deuxième division. UCD a remporté les barrages contre le Waterford Football Club ce qui explique le fait qu'il n'y ait qu'une seule montée en Premier Division.
Une nouvelle équipe fait son apparition en First Division, Kerry Football Club. Cette équipe est basée à Tralee dans le Comté de Kerry. C'est la première fois que ce comté est représenté en championnat d'Irlande. Il se voit attribuer une licence dite de First Division, ce qui signifie qu'en l'état il n'est pas en mesure de monter en Première Division.

## Organisation
Le championnat s'organise sur deux divisions avec un système de promotion et relégation entre les deux niveaux. Mais c'est en même temps un championnat fermé puisque sauf grande difficulté économique les équipes participantes sont assurées de se maintenir au sein de ces deux divisions professionnelles. L'accession au championnat d'Irlande se fait sur décision de la fédération irlandaise. Le plus haut niveau, rassemblant les dix meilleures équipes, est la Premier Division. Le deuxième niveau, composé elle aussi de dix équipes, se nomme First Division.

### LaPremier division
La Premier Division se dispute selon le système d'une poule où toutes les équipes rencontrent quatre fois leurs adversaires. Chaque équipe dispute donc 36 matchs de championnat dans la saison. Le dernier de la division est automatiquement relégué en First Division. L'équipe classée à la neuvième place joue un match aller-retour de barrages contre le vainqueur du barrage d'accession de First Division. Le vainqueur de cette double confrontation se qualifiera pour la saison suivante de la Premier Division.

### LaFirst Division
La First Division se dispute selon le système d'une poule où toutes les équipes rencontrent trois fois leurs adversaires. Lors de la première partie de la saison, les équipes disputent deux rencontres une fois à domicile, une fois à l'extérieur. La troisième rencontre est tirée au sort et se jouera donc aléatoirement soit à domicile, soit à l'extérieur. Chaque équipe dispute donc 27 matchs de championnat dans la saison.
La première équipe au classement au terme de la saison accède directement à la Premier Division. Les équipes classées à la deuxième, troisième, quatrième et cinquième place participent aux barrages de promotion. Le premier tour de play-off se compose de deux matchs, le deuxième contre le cinquième et le troisième contre le quatrième en match aller-retour, le match retour se disputant sur le terrain du mieux classé. Les deux vainqueurs se rencontrent ensuite en matchs aller-retour, le match retour se disputant sur le terrain du mieux classé. Le vainqueur de ce dernier barrage dispute un match aller-retour contre l'équipe classée neuvième de Premier Division, le vainqueur disputant la première division irlandaise pour la saison suivante.

## Les 20 clubs participants
| \| Dublin: · Premier Div.: · Bohemian · Shamrock Rovers · St Pat's · UCD · Shelbourne FC · Dublin Dundalk FC Sligo Rovers Derry City FC Drogheda United Cork City FC Finn Harps Waterford FC Longford Town Bray Wanderers Galway FC Athlone Town Cobh Ramblers FC Wexford FC Treaty United Kerry FC \| Localisation des clubs engagés dans le championnat. |
| Dublin: · Premier Div.: · Bohemian · Shamrock Rovers · St Pat's · UCD · Shelbourne FC · Dublin Dundalk FC Sligo Rovers Derry City FC Drogheda United Cork City FC Finn Harps Waterford FC Longford Town Bray Wanderers Galway FC Athlone Town Cobh Ramblers FC Wexford FC Treaty United Kerry FC                                                           |

| \| Bohemian Shamrock Rovers St. Patrick's Shelbourne UCD \| Localisation des clubs dublinois. |
| Bohemian Shamrock Rovers St. Patrick's Shelbourne UCD                                         |

Liste des clubs de Premier Division
| Équipe                                              | Ville                 | Manager                    | Stade              | Capacité | Fondation |
| --------------------------------------------------- | --------------------- | -------------------------- | ------------------ | -------- | --------- |
| Bohemian Football Club                              | Dublin (Phibsborough) | Declan Devine              | Dalymount Park     | 7 955    | 1890      |
| Cork City Football Club                             | Cork                  | Colin Healy Richie Holland | Turners Cross      | 7 485    | 1984      |
| Derry City Football Club                            | Derry                 | Ruaidhrí Higgins           | Brandywell Stadium | 8 200    | 1928      |
| Drogheda United Football Club                       | Drogheda              | Kevin Doherty              | United Park        | 2 000    | 1975      |
| Dundalk Football Club                               | Dundalk               | Stephen O'Donnell          | Oriel Park         | 6 000    | 1903      |
| Shamrock Rovers Football Club                       | Dublin (Tallaght)     | Stephen Bradley            | Tallaght Stadium   | 5 700    | 1901      |
| Shelbourne Football Club                            | Dublin (Drumcondra)   | Damien Duff                | Tolka Park         | 9 680    | 1895      |
| Sligo Rovers Football Club                          | Sligo                 | John Russell               | The Showgrounds    | 5 500    | 1928      |
| St. Patrick's Athletic Football Club                | Dublin (Inchicore)    | Tim Clancy Jon Daly        | Richmond Park      | 5 340    | 1929      |
| University College Dublin Association Football Club | Dublin (Belfield)     | Andy Myler                 | UCD Bowl           | 3 000    | 1895      |

Liste des clubs de First Division
| Équipe                                   | Ville      | Manager                   | Stade                | Capacité | Fondation |
| ---------------------------------------- | ---------- | ------------------------- | -------------------- | -------- | --------- |
| Athlone Town Football Club               | Athlone    | Dermot Lennon             | Athlone Town Stadium | 5 000    | 1887      |
| Bray Wanderers Association Football Club | Bray       | Pat Devlin                | Carlisle Grounds     | 3 250    | 1942      |
| Cobh Ramblers Football Club              | Cobh       | Shane Keegan              | St. Colman's Park    | 5 000    | 1922      |
| Finn Harps Football Club                 | Ballybofey | Dave Rogers Darren Murphy | Finn Park            | 4 458    | 1954      |
| Galway Football Club                     | Galway     | John Caulfield            | Eamonn Deacy Park    | 5 000    | 2013      |
| Kerry Football Club                      | Tralee     | Billy Dennehy             | Mounthawk Park       | 2 000    | 2022      |
| Longford Town Football Club              | Longford   | Gary Cronin               | Flancare Park        | 6 850    | 1924      |
| Treaty United Football Club              | Limerick   | Tommy Barrett             | Markets Field        | 5 000    | 2021      |
| Waterford Football Club                  | Waterford  | Danny Searle              | RSC                  | 3 100    | 1930      |
| Wexford Football Club                    | Crossabeg  | Ian Ryan                  | Ferrycarrig Park     | 2 500    | 2007      |

## Premier Division
Le championnat d'Irlande poursuit sa professionnalisation mais reste un championnat pauvre en Europe. Les rémunérations y sont particulièrement faibles.  Damien Duff, entraîneur du Shelbourne FC, souligne qu'à part les Shamrock Rovers, Derry City, Dundalk et St. Patrick's Athletic, peu de clubs sont en mesure de payer un joueur au delà de 1200€ par semaine. Pour cette saison 2023 les Rovers ont une enveloppe salariale de 430 000 euros, la plus grosse de la compétition. Ce budget est en partie le résultat de leur beau parcours en coupes d'Europe lors de la saison 2022 où ils ont participé à la phase de poule de la Ligue Europa Conférence. Mais le triple champion d'Irlande ne doit pas attendre beaucoup des dotations de la Ligue d'Irlande. En cas de quatrième victoire consécutive ils se verront attribuer 120 000 euros. A l'opposé, le dernier du championnat empochera un petit 20 000€.
Dans le même temps le Brexit est une chance pour le football irlandais. Il interdit en effet aux clubs britanniques de recruter des jeunes de moins de 18 ans, l'idée commune étant de préserver la formation au sein des clubs britanniques. Cela pour effet de permettre aux clubs irlandais de garder plus longtemps leurs meilleurs éléments au sein des clubs et donc de les faire joueur dans le championnat. Auparavant ceux-ci partaient en Angleterre ou en Écosse et intégraient les équipes de jeunes des clubs professionnels. Cela a permis en 2022 au Bohemian FC de faire jouer Jamie Mullins et aux Shamrock Rovers de bénéficier de la présence d'Aidomo Emakhu lors de leur épopée européenne . En ce début de saison 2023 Les Shamrock Rovers peuvent craindre de perdre Justin Ferizaj lors de la prochaine période de transferts, lui qui a déjà effectué un essai avec Tottenham Hotspur.
La Ligue d'Irlande met en place un salaire minimum garanti pour les joueurs signant un contrat à temps plein. Il s'élève à 22 230 € à l'année soit une rémunération de 430€ par semaine. Pour les joueurs à temps partiel le minimum légal s'élève à 6 760 euros, soit 130 euros par semaine.

### La pré-saison
L'inter-saison permet aux clubs de modifier leurs effectifs. Comme l'usage en Irlande est à l'utilisation de contrats annuels, l'essentiel des signatures sont celle de renouvellement d'engagements pour l'année à venir.
Mais comme d'habitude, les clubs britanniques viennent faire leur marché dans le championnat pour engager les jeunes espoirs. Le principal transfert est en fait la concrétisation de l'engagement d'Andy Lyons rejoint les anglais de Blackpool. Le transfert avait été scellé lors de l'été 2022 pour une réalisation après la fin du parcours européen des Shamrock Rovers. 
Les deux clubs favoris de la saison 2023 sont assez peu actifs sur le marché des transferts, privilégiant des mouvements ciblés à un fort renouvellement des équipes.
- Le champion en titre, les Shamrock Rovers ont perdu Andy Lyons. Pour le remplacer en défense, c'est Liam Burt en provenance d'Écosse qui est engagé[5]. Les Rovers se font aussi prêter un jeune espoir irlandais appartenant au Celtic Glasgow Johnny Kenny.
- Derry son principal challenger est lui aussi assez discret sur le marché des transferts. Mais les Ulstermen frappent un grand coup en recrutant Colm Whelan international Espoirs en provenance de UCD[6].

Le troisième de la saison 2022, le Dundalk FC prend lui aussi son temps pour son recrutement. Une véritable page du club se tourne avec le départ de Brian Gartland cinq fois champion avec le club entre 2014 et 2019.
Les Sligo Rovers perdent leur avant centre, Aidan Keena. Son titre de meilleur buteur du championnat a attiré l'attention des clubs anglais. C'est Cheltenham Town, club de troisième division, qui le recrute et lui offre un contrat professionnel.
Une semaine avant la reprise de la compétition se déroule la traditionnelle introduction de la saison, la Coupe du Président d'Irlande opposant le champion au vainqueur de la Coupe. La rencontre cette année oppose donc les Shamrock Rovers et Derry City FC. Ce sont les Ulstermen qui l'emportent sur le score de 2 buts à 0. Ces deux équipes sont d'ailleurs les grands favoris des observateurs pour la saison à venir.
Les réalités économiques sous-tendent tous les pronostics dans une ligue définie par un écart très important entre ceux que le journaliste Daniel McDonnell appelle les nantis et les démunis. D'un côté Les Shamrock Rovers forts d'un budget décuplé par les gains issus de leur beau parcours européen en 2022 et Derry soutenu par leur propriétaire milliardaire Philip O'Doherty dont le seul but est de ramener le titre de champion à Derry, de l'autre tous les autres clubs qui ne peuvent lutter en matière de budget. St Pat's, Dundalk et les Boh's devraient lutter pour les places européennes et en bas de classement Drogheda, UCD et le promu Cork City pour rester une saison de plus dans l'élite.

### Les moments forts de la saison
La première journée du championnat a lieu le 17 et 18 février.
A l'occasion de la vingtième journée, Patrick Hoban rejoint Joey Donnelly en tête du classement des buteurs du Dundalk Football Club avec 142 réalisations.
Le 9 juin, le championnat s'arrête pour deux semaines, une sorte de trêve estivale qui prend en compte la fenêtre internationale. A cette date seuls six clubs semblent encore en position pour jouer une place sur le podium. Les Shamrock Rovers portent leur avance en tête du classement à six points ce qui est jusqu'ici leur meilleure performance. Derrière eux Derry et St Pat's occupent le podium. En queue de classement la relégation semble déjà se profiler pour UCD. Juste devant trois équipes se battent pour éviter le barrage de relégation, Cork Sligo et Drogheda.
Le même jour, Shelbourne annonce l'arrivée comme actionnaire majoritaire d'Acun Ilicali déjà propriétaire du Hull City.
Après presque deux semaines de trêve estivale notamment pour laisser la place aux matchs internationaux, le championnat reprend avec une vingt-et-unième journée marqué par trois derbies, deux à Dublin avec St Pat's contre Shelbourne et les Bohemians qui reçoivent les Shamrock Rovers et un dans le comté de Louth entre Drogheda et Dundalk.
le 26 juin, à l'occasion de deux matchs avancés pour les clubs disputant les coupes d'Europe, les Shamrock Rovers battent leurs plus dangereux rivaux pour le titre, Derry. En l'emportant 1-0 au Tallaght Stadium, ils prennent sept points d'avance sur leurs plus proches poursuivants.
Les mois de juillet et d'août correspondent à la période internationale de transferts même si le championnat bat son plein. Les premières informations importantes viennent de Shelbourne. Le club est racheté par Acun Ilıcalı qui est le propriétaire du Hull City Association Football Club qui évolue en Championship. Cette acquisition donne immédiatement une puissance économique nouvelle aux dublinois. Son premier effet est l'arrivée de deux joueurs de Hull, un prêté jusqu'à la fin de la saison, Harry Wood, milieu de terrain anglais, l'autre transféré, Harry Fisk un jeune gardien de but.
Le 3 août 2023 le Néo-Zélandais Max Mata, alors le meilleur buteur du championnat, quitte l'Irlande et s'engage avec le Shrewsbury Town Football Club qui dispute la troisième division anglais.
La trentième journée propose un choc au sommet, Derry deuxième au classement accueillant les Shamrock Rovers leader du championnat. Une victoire des Ulstermen leur permettait de revenir à 1 point des leaders et d'accentuer la pression sur les Hoops dans la quête du titre. La rencontre se termine par un match nul, les Shamrock Rovers égalisant sur pénalty dans les dernières minutes du match. Les Shamrock Rovers maintiennent donc leurs quatre points d'avance à six rencontres de la fin de la compétition.
Lors de la trente et unième journée, les Shamrock Rovers ratent l'occasion de faire un grand pas vers le titre en ne faisant que match nul chez la lanterne rouge UCD. Dans le même temps Derry s'incline chez ses voisins de Sligo. La très bonne opération du soir est faite par St Pat's qui se rapproche toujours un peu plus du duo de tête et avec un match en moins peut d'ores et déjà se projeter vers la deuxième place. 
La trente-deuxième journée est marquée par la relégation officielle de UCD qui ne peut mathématiquement plus rejoindre Cork qui le devance au classement.
Le match nul obtenu contre Derry, alors deuxième du championnat, permet à Drogheda United de valider définitivement son maintien en Premier Division lors de la 33e journée.
Le début du mois d'octobre est marqué par deux annonces importantes sur des rachats de clubs. Tout d'abord c'est le Treaty United qui annonce avoir été acheté par un groupe d'investissement canadien basé à Vancouver le Tricor Pacific Capital Inc. Celui-ci place à la tête du club Ciara McCormack ancienne internationale irlandaise et joueuse dans la section féminine qui devient ainsi la première femme à diriger un club professionnel de football dans le pays. C'est ensuite le Drogheda United qui annonce être passé sous le contrôle d'un groupe américain basé en Alabama, Trivela Group, déjà propriétaire d'un club anglais le Walsall Football Club.
À trois journées de la fin, la course au titre reste intense. Les trois premiers se tiennent en 3 points mais les Shamrock Rovers ont deux matchs en retard sur ses poursuivants. Derry, qui multiplie les matchs nuls se retrouve directement menacé par St Pat's qui revient à sa hauteur. Shelbourne confirme sa bonne forme en fin de saison en obtenant le metch nul sur le terrain de Derry. Mais ce match nul ne satisfait finalement aucune des deux équipes. Derry voit sa quête du titre rendue un peu plus difficile et Shelbourne ne parvient pas à se hisser à la quatrième place qui deviendrait qualificative pour la Coupe d'Europe en cas de victoire de St Pat's en Coupe d'Irlande.
Le 22 octobre, à l'occasion d'un match en retard de la 33e journée, Les Shamrock Rovers dominent largement Drogheda 5 buts à 0. Ils confortent ainsi leur première place au classement et se rapprochent encore plus d'un quatrième titre consécutif. Il ne leur reste plus que 3 points à prendre pour s'assurer ce titre. Le lendemain St. Patrick's Athletic s'empare de la deuxième place du classement.
La trente-cinquième journée propose un match entre les deux premiers du classement. St. Patrick's Athletic reçoit à Richmond Park le leader. Les Shamrock Rovers, avec deux buts marqués dans les cinq dernière minutes remporte ce derby et s'offre ainsi un quatrième titre consécutif. Le club égale ainsi le quadruplé remporté au milieu des années 1980. La dernière journée proposera néanmoins un double intérêt car Derry et St Pat's se battent toujours pour la deuxième place et que les deux équipes doivent se rencontrer au Brandywell Stadium lors de cette dernière journée pour ce qui ressemble bien à une petite finale. La quatrième place fait elle-aussi l'objet d'une lutte acharnée puisqu'en cas de victoire de St. Patrick's Athletic en Coupe, elle deviendrait qualificative pour la Ligue Europa Conférence. Trois équipes se tiennent en deux points : Shelbourne devance Dundalk et les Bohemians.
La dernière journée se déroule le 3 novembre 2023. Lors de la petite finale pour la deuxième place, Derry City ne laisse que peu de place au suspens en dominant clairement St Pat's 3-0. Shelbourne assure la quatrième place potentiellement européenne en battant Drogheda sur son terrain 2-4.
La dernière place européenne dépendra donc de la finale de la coupe d'Irlande. Si St. Patrick's Athletic l'emporte la quatrième place de Shelbourne sera européenne. Sinon, le Bohemian FC sera qualifié en Ligue Europa Conférence.

### Classement
| Rang | Équipe                      | Pts | J  | G  | N  | P  | Bp | Bc | Diff |
| ---- | --------------------------- | --- | -- | -- | -- | -- | -- | -- | ---- |
| 1    | Shamrock Rovers T           | 72  | 36 | 20 | 12 | 4  | 67 | 27 | +40  |
| 2    | Derry City FC               | 65  | 36 | 18 | 11 | 7  | 57 | 24 | +33  |
| 3    | St. Patrick's Athletic FC C | 62  | 36 | 19 | 5  | 12 | 59 | 43 | +16  |
| 4    | Shelbourne FC               | 60  | 36 | 15 | 15 | 6  | 44 | 27 | +17  |
| 5    | Dundalk FC                  | 58  | 36 | 17 | 7  | 12 | 59 | 44 | +15  |
| 6    | Bohemian FC                 | 58  | 36 | 16 | 10 | 10 | 53 | 40 | +13  |
| 7    | Drogheda United             | 41  | 36 | 10 | 11 | 15 | 40 | 53 | -13  |
| 8    | Sligo Rovers                | 37  | 36 | 10 | 7  | 19 | 36 | 51 | -15  |
| 9    | Cork City FC P              | 31  | 36 | 8  | 7  | 24 | 35 | 64 | -29  |
| 10   | UCD                         | 11  | 36 | 2  | 5  | 29 | 19 | 96 | -77  |

| Légende : Qualifications et relégations | Légende : Qualifications et relégations                                            |
| --------------------------------------- | ---------------------------------------------------------------------------------- |
|                                         | Champion d'Irlande et Ligue des champions 2024-2025, premier tour de qualification |
|                                         | Ligue Conférence 2024-2025, premier tour de qualification                          |
|                                         | Barrage de relégation en deuxième division                                         |
|                                         | Relégation en deuxième division                                                    |
|                                         | T : Tenant du titre P : Promu C : Vainqueur de la Coupe d'Irlande 2023             |

### Résultats
| Résultats (▼dom., ►ext.)                                   | BOH | COR | DER | DUN | DRO | SHA | SHE | SLI | PAT | UCD |
| Bohemian FC                                                |     | 5-0 | 0-1 | 2-1 | 3-1 | 0-2 | 0-0 | 2-0 | 2-3 | 2-1 |
| Cork City FC                                               | 1-2 |     | 1-3 | 1-0 | 1-1 | 1-0 | 0-2 | 1-0 | 2-3 | 4-0 |
| Derry City FC                                              | 0-1 | 2-0 |     | 0-0 | 0-1 | 0-2 | 0-0 | 1-1 | 2-0 | 4-1 |
| Dundalk FC                                                 | 2-2 | 2-1 | 2-2 |     | 3-2 | 0-4 | 2-1 | 1-2 | 5-0 | 1-1 |
| Drogheda United                                            | 0-2 | 0-1 | 0-1 | 0-1 |     | 1-1 | 1-1 | 1-0 | 1-3 | 3-1 |
| Shamrock Rovers                                            | 2-0 | 4-4 | 1-2 | 2-0 | 1-2 |     | 2-2 | 2-1 | 2-2 | 3-0 |
| Shelbourne FC                                              | 1-0 | 2-1 | 0-1 | 1-1 | 0-0 | 0-0 |     | 2-1 | 0-1 | 1-0 |
| Sligo Rovers                                               | 0-1 | 2-2 | 1-0 | 0-1 | 1-1 | 1-1 | 0-3 |     | 2-1 | 3-1 |
| St. Patrick's Athletic FC                                  | 0-2 | 4-0 | 1-1 | 2-1 | 3-0 | 0-2 | 1-0 | 0-1 |     | 3-0 |
| UCD                                                        | 1-1 | 1-0 | 0-4 | 0-2 | 0-1 | 0-3 | 0-0 | 2-3 | 1-3 |     |
| - Victoire à domicile - Match nul - Victoire à l'extérieur |     |     |     |     |     |     |     |     |     |     |

| Résultats (▼dom., ►ext.)                                   | BOH | COR | DER | DUN | DRO | SHA | SHE | SLI | PAT | UCD |
| Bohemian FC                                                |     | 4-0 | 2-2 | 3-2 | 4-2 | 2-2 | 1-1 | 3-1 | 0-2 | 2-0 |
| Cork City FC                                               | 2-1 |     | 0-1 | 1-2 | 1-1 | 0-0 | 0-2 | 3-0 | 0-1 | 1-1 |
| Derry City FC                                              | 0-0 | 2-0 |     | 3-0 | 3-0 | 1-1 | 0-0 | 2-1 | 3-0 | 6-0 |
| Dundalk FC                                                 | 2-0 | 5-0 | 1-3 |     | 3-1 | 2-0 | 1-1 | 1-0 | 1-1 | 4-1 |
| Drogheda United                                            | 0-0 | 3-1 | 0-0 | 1-2 |     | 0-0 | 2-4 | 2-2 | 2-1 | 3-0 |
| Shamrock Rovers                                            | 3-0 | 2-1 | 1-0 | 1-0 | 5-0 |     | 1-0 | 4-2 | 3-2 | 4-0 |
| Shelbourne FC                                              | 1-1 | 2-1 | 1-1 | 1-0 | 3-2 | 1-1 |     | 1-1 | 2-1 | 3-2 |
| Sligo Rovers                                               | 3-1 | 3-0 | 1-0 | 0-2 | 0-0 | 0-3 | 0-1 |     | 0-2 | 2-0 |
| St. Patrick's Athletic FC                                  | 0-0 | 1-1 | 4-1 | 3-1 | 1-2 | 0-2 | 1-0 | 1-0 |     | 7-0 |
| UCD                                                        | 1-2 | 0-2 | 0-5 | 1-5 | 1-3 | 0-0 | 0-4 | 2-1 | 0-1 |     |
| - Victoire à domicile - Match nul - Victoire à l'extérieur |     |     |     |     |     |     |     |     |     |     |

### Statistiques

#### Évolution du classement
| Club                      | 1  | 2  | 3  | 4  | 5  | 6  | 7  | 8  | 9  | 10 | 11 | 12 | 13 | 14 | 15 | 16 | 17 | 18 | 19 | 20 | 21 | 22 | 23 | 24 | 25 | 26 | 27 | 28 | 29 | 30 | 31 | 32 | 33 | 34 | 35 | 36 |
| ------------------------- | -- | -- | -- | -- | -- | -- | -- | -- | -- | -- | -- | -- | -- | -- | -- | -- | -- | -- | -- | -- | -- | -- | -- | -- | -- | -- | -- | -- | -- | -- | -- | -- | -- | -- | -- | -- |
| Shamrock Rovers           | 2  | 5  | 9  | 9  | 8  | 8  | 6  | 5  | 3  | 4  | 3  | 3  | 2  | 2  | 1  | 2  | 2  | 1  | 1  | 1  | 1  | 1  | 1  | 1  | 1  | 1  | 1  | 1  | 1  | 1  | 1  | 1  | 1  | 1  | 1  | 1  |
| Derry City FC             | 2  | 2  | 1  | 1  | 2  | 2  | 2  | 2  | 2  | 3  | 2  | 2  | 3  | 3  | 2  | 1  | 1  | 2  | 2  | 2  | 2  | 3  | 3  | 3  | 3  | 4  | 3  | 3  | 2  | 2  | 2  | 2  | 2  | 3  | 2  | 2  |
| Dundalk FC                | 2  | 8  | 4  | 3  | 3  | 3  | 3  | 6  | 8  | 8  | 7  | 7  | 4  | 4  | 4  | 4  | 5  | 5  | 5  | 5  | 5  | 4  | 4  | 5  | 5  | 5  | 5  | 5  | 6  | 6  | 6  | 6  | 6  | 6  | 5  | 5  |
| St. Patrick's Athletic FC | 2  | 4  | 7  | 8  | 9  | 9  | 8  | 7  | 4  | 2  | 4  | 5  | 7  | 6  | 6  | 5  | 4  | 4  | 3  | 3  | 3  | 2  | 2  | 2  | 2  | 2  | 2  | 2  | 3  | 3  | 3  | 3  | 3  | 2  | 3  | 3  |
| Sligo Rovers              | 2  | 3  | 5  | 4  | 4  | 4  | 4  | 3  | 6  | 6  | 5  | 6  | 5  | 7  | 7  | 7  | 7  | 7  | 7  | 7  | 7  | 7  | 7  | 7  | 8  | 8  | 8  | 8  | 8  | 8  | 8  | 8  | 8  | 8  | 8  | 8  |
| Bohemian FC               | 1  | 1  | 2  | 2  | 1  | 1  | 1  | 1  | 1  | 1  | 1  | 1  | 1  | 1  | 3  | 3  | 3  | 3  | 4  | 4  | 4  | 5  | 5  | 4  | 4  | 3  | 4  | 4  | 4  | 5  | 5  | 4  | 4  | 4  | 6  | 6  |
| Shelbourne FC             | 8  | 9  | 6  | 7  | 7  | 7  | 7  | 8  | 5  | 5  | 6  | 4  | 6  | 5  | 5  | 6  | 6  | 6  | 6  | 6  | 6  | 6  | 6  | 6  | 6  | 6  | 6  | 5  | 5  | 4  | 4  | 5  | 5  | 5  | 4  | 4  |
| Drogheda United           | 8  | 6  | 3  | 5  | 5  | 5  | 5  | 4  | 7  | 7  | 8  | 8  | 8  | 8  | 8  | 8  | 8  | 8  | 9  | 8  | 8  | 8  | 8  | 8  | 7  | 7  | 7  | 7  | 7  | 7  | 7  | 7  | 7  | 7  | 7  | 7  |
| UCD                       | 2  | 7  | 10 | 10 | 10 | 10 | 10 | 10 | 10 | 10 | 10 | 10 | 10 | 10 | 10 | 10 | 10 | 10 | 10 | 10 | 10 | 10 | 10 | 10 | 10 | 10 | 10 | 10 | 10 | 10 | 10 | 10 | 10 | 10 | 10 | 10 |
| Cork City FC              | 10 | 10 | 8  | 6  | 6  | 6  | 9  | 9  | 9  | 9  | 9  | 9  | 9  | 9  | 9  | 9  | 9  | 9  | 8  | 9  | 9  | 9  | 9  | 9  | 9  | 9  | 9  | 9  | 9  | 9  | 9  | 9  | 9  | 9  | 9  | 9  |

## First Division
A l'occasion de la trente-deuxième journée, Le Galway Football Club, après avoir totalement dominé la compétition, valide définitivement sa victoire et donc sa montée en Premier Division.
La dernière journée apporte les deux dernières qualifications aux barrages d'accession à la Premier Division. Athlone Town valide le dernier billet en assurant un match nul avec son adversaire direct.

### Classement de laFirst Division
| Rang | Équipe           | Pts | J  | G  | N  | P  | Bp | Bc | Diff |
| ---- | ---------------- | --- | -- | -- | -- | -- | -- | -- | ---- |
| 1    | Galway FC        | 93  | 36 | 30 | 4  | 2  | 98 | 18 | +80  |
| 2    | Waterford FC     | 69  | 36 | 20 | 9  | 7  | 82 | 31 | +51  |
| 3    | Cobh Ramblers FC | 59  | 36 | 16 | 11 | 9  | 60 | 50 | +10  |
| 4    | Wexford FC       | 53  | 36 | 15 | 8  | 13 | 48 | 49 | -1   |
| 5    | Athlone Town     | 47  | 36 | 14 | 5  | 17 | 55 | 61 | -6   |
| 6    | Treaty United FC | 44  | 36 | 11 | 9  | 16 | 44 | 58 | -14  |
| 7    | Bray Wanderers   | 44  | 36 | 10 | 14 | 12 | 48 | 61 | -13  |
| 8    | Longford Town    | 40  | 36 | 10 | 10 | 16 | 39 | 51 | -12  |
| 9    | Finn Harps R     | 37  | 36 | 9  | 10 | 17 | 38 | 74 | -36  |
| 10   | Kerry FC P       | 10  | 36 | 1  | 7  | 28 | 28 | 90 | -62  |

| Légende : Qualifications et relégations | Légende : Qualifications et relégations            |
| --------------------------------------- | -------------------------------------------------- |
|                                         | Monte en Première Division                         |
|                                         | Barrages pour l'accession en Première Division     |
|                                         | R : Reléguée de Première Division P : Nouveau club |

### Résultats de laFirst Division
| Résultats (▼dom., ►ext.)                                   | ATH | BRW | COB | FIN | GAL | KER | LON | TRE | WAT | WEX |
| Athlone Town                                               |     | 3-1 | 2-0 | 2-1 | 1-3 | 2-3 | 1-0 | 2-2 | 0-1 | 3-0 |
| Bray Wanderers                                             | 1-0 |     | 2-2 | 2-0 | 1-1 | 3-1 | 0-0 | 0-3 | 1-2 | 3-2 |
| Cobh Ramblers FC                                           | 2-2 | 2-1 |     | 4-1 | 0-2 | 4-1 | 1-0 | 1-1 | 1-3 | 2-1 |
| Finn Harps                                                 | 1-4 | 1-1 | 2-2 |     | 1-2 | 0-0 | 1-1 | 2-0 | 0-4 | 0-0 |
| Galway FC                                                  | 3-1 | 6-0 | 1-0 | 6-0 |     | 9-1 | 1-0 | 1-0 | 2-1 | 2-0 |
| Kerry FC                                                   | 0-1 | 0-2 | 0-2 | 1-1 | 1-4 |     | 2-3 | 1-1 | 0-6 | 0-6 |
| Longford Town                                              | 1-3 | 1-1 | 0-0 | 0-1 | 1-0 | 2-0 |     | 0-3 | 0-0 | 1-2 |
| Treaty United FC                                           | 2-1 | 0-1 | 0-3 | 0-3 | 0-3 | 4-0 | 3-2 |     | 1-4 | 1-1 |
| Waterford FC                                               | 4-3 | 2-2 | 5-0 | 7-1 | 0-1 | 1-0 | 1-1 | 7-0 |     | 0-1 |
| Wexford FC                                                 | 3-0 | 1-1 | 2-1 | 0-1 | 0-4 | 2-1 | 0-3 | 1-1 | 0-3 |     |
| - Victoire à domicile - Match nul - Victoire à l'extérieur |     |     |     |     |     |     |     |     |     |     |

| Résultats (▼dom., ►ext.)                                   | ATH | BRW | COB | FIN | GAL | KER | LON | TRE | WAT | WEX |
| Athlone Town                                               |     | 0-1 | 2-3 | 4-1 | 0-1 | 2-1 | 0-0 | 0-2 | 1-1 | 0-2 |
| Bray Wanderers                                             | 2-2 |     | 2-1 | 1-1 | 1-4 | 3-2 | 2-2 | 2-2 | 0-1 | 0-3 |
| Cobh Ramblers FC                                           | 1-0 | 3-3 |     | 5-1 | 1-1 | 1-1 | 2-0 | 1-0 | 1-0 | 2-2 |
| Finn Harps                                                 | 4-1 | 0-0 | 4-3 |     | 2-2 | 2-1 | 0-1 | 0-1 | 0-4 | 0-1 |
| Galway FC                                                  | 6-0 | 3-0 | 4-1 | 1-0 |     | 1-0 | 4-0 | 3-0 | 3-1 | 2-0 |
| Kerry FC                                                   | 0-1 | 1-3 | 2-2 | 1-2 | 0-4 |     | 0-0 | 2-3 | 1-1 | 1-2 |
| Longford Town                                              | 2-3 | 2-2 | 0-1 | 2-4 | 1-0 | 2-1 |     | 2-3 | 0-3 | 2-1 |
| Treaty United FC                                           | 4-1 | 1-1 | 1-0 | 2-0 | 1-4 | 3-1 | 2-3 |     | 2-2 | 1-2 |
| Waterford FC                                               | 1-2 | 3-1 | 0-2 | 6-1 | 2-2 | 3-0 | 2-2 | 2-0 |     | 0-0 |
| Wexford FC                                                 | 1-4 | 2-1 | 3-3 | 1-1 | 0-2 | 3-2 | 2-0 | 1-0 | 0-1 |     |
| - Victoire à domicile - Match nul - Victoire à l'extérieur |     |     |     |     |     |     |     |     |     |     |

#### Évolution du classement
| Club             | 1  | 2  | 3  | 4  | 5  | 6  | 7  | 8  | 9  | 10 | 11 | 12 | 13 | 14 | 15 | 16 | 17 | 18 | 19 | 20 | 21 | 22 | 23 | 24 | 25 | 26 | 27 | 28 | 29 | 30 | 31 | 32 | 33 | 34 | 35 | 36 |
| ---------------- | -- | -- | -- | -- | -- | -- | -- | -- | -- | -- | -- | -- | -- | -- | -- | -- | -- | -- | -- | -- | -- | -- | -- | -- | -- | -- | -- | -- | -- | -- | -- | -- | -- | -- | -- | -- |
| Finn Harps       | 6  | 8  | 9  | 8  | 7  | 7  | 8  | 7  | 7  | 6  | 6  | 6  | 9  | 9  | 9  | 9  | 9  | 9  | 9  | 9  | 9  | 9  | 8  | 7  | 7  | 8  | 9  | 9  | 9  | 9  | 9  | 9  | 9  | 9  | 9  | 9  |
| Waterford FC     | 1  | 5  | 5  | 4  | 4  | 5  | 4  | 3  | 2  | 2  | 2  | 2  | 2  | 2  | 2  | 2  | 2  | 2  | 2  | 2  | 2  | 2  | 2  | 2  | 2  | 2  | 2  | 2  | 2  | 2  | 2  | 2  | 2  | 2  | 2  | 2  |
| Galway FC        | 4  | 4  | 1  | 1  | 1  | 1  | 1  | 1  | 1  | 1  | 1  | 1  | 1  | 1  | 1  | 1  | 1  | 1  | 1  | 1  | 1  | 1  | 1  | 1  | 1  | 1  | 1  | 1  | 1  | 1  | 1  | 1  | 1  | 1  | 1  | 1  |
| Longford Town    | 8  | 6  | 7  | 7  | 8  | 8  | 7  | 8  | 8  | 8  | 9  | 9  | 8  | 8  | 7  | 7  | 8  | 8  | 8  | 8  | 8  | 8  | 9  | 9  | 8  | 6  | 7  | 6  | 6  | 6  | 6  | 6  | 8  | 8  | 8  | 8  |
| Treaty United    | 7  | 7  | 8  | 9  | 7  | 7  | 9  | 9  | 9  | 9  | 8  | 8  | 6  | 6  | 6  | 6  | 7  | 7  | 7  | 7  | 6  | 7  | 8  | 8  | 9  | 9  | 8  | 7  | 8  | 8  | 7  | 7  | 6  | 6  | 6  | 5  |
| Wexford FC       | 10 | 10 | 6  | 6  | 6  | 6  | 6  | 6  | 6  | 7  | 7  | 7  | 7  | 7  | 8  | 8  | 6  | 6  | 6  | 6  | 7  | 6  | 5  | 5  | 5  | 5  | 5  | 5  | 5  | 5  | 5  | 4  | 4  | 4  | 4  | 4  |
| Bray Wanderers   | 5  | 3  | 2  | 3  | 2  | 2  | 3  | 2  | 3  | 3  | 4  | 5  | 5  | 4  | 3  | 3  | 3  | 5  | 4  | 4  | 4  | 4  | 6  | 6  | 6  | 7  | 6  | 8  | 7  | 7  | 8  | 8  | 7  | 7  | 7  | 7  |
| Athlone Town     | 2  | 1  | 4  | 5  | 4  | 4  | 4  | 5  | 5  | 5  | 3  | 3  | 4  | 5  | 5  | 5  | 4  | 3  | 5  | 5  | 5  | 5  | 4  | 4  | 4  | 4  | 4  | 4  | 4  | 4  | 4  | 5  | 5  | 5  | 5  | 5  |
| Cobh Ramblers FC | 3  | 2  | 3  | 2  | 3  | 3  | 2  | 4  | 4  | 4  | 5  | 4  | 3  | 3  | 4  | 4  | 5  | 4  | 3  | 3  | 3  | 3  | 3  | 3  | 3  | 3  | 3  | 3  | 3  | 3  | 3  | 3  | 3  | 3  | 3  | 3  |
| Kerry FC         | 9  | 9  | 10 | 10 | 10 | 10 | 10 | 10 | 10 | 10 | 10 | 10 | 10 | 10 | 10 | 10 | 10 | 10 | 10 | 10 | 10 | 10 | 10 | 10 | 10 | 10 | 10 | 10 | 10 | 10 | 10 | 10 | 10 | 10 | 10 | 10 |

## Matchs de barrage

### Premier tour
Les matchs de barrage mettent aux prises les équipes ayant terminé entre la deuxième place et la cinquième place de la First Division.
| Premier tour aller    | Athlone Town       | 1 - 1 | Waterford FC       | Athlone Town Stadium                         |                                              |
| 24 octobre 2023 19:45 | Frantz Pierrot 78e | (0-0) | Ronan Coughlan 52e | Spectateurs : 1 597 Arbitrage : Oliver Moran | Spectateurs : 1 597 Arbitrage : Oliver Moran |
| 24 octobre 2023 19:45 | Rapport            |       |                    | Spectateurs : 1 597 Arbitrage : Oliver Moran | Spectateurs : 1 597 Arbitrage : Oliver Moran |

Le match aller se termine par un match nul. Les deux meilleurs buteurs du championnat se sont répondus en deuxième ni-temps. Mais Waterford, après avoir ouvert la marque par Ronan Coughlan sur le terrain de leur adversaire, aurait pu prendre une avance déjà décisive si deux pénalties ne leur avaient pas été refusés par l'arbitre Oliver Moran. Au lieu de cela, l'égalisation du Haïtien Frantz Pierrot maintien l'espoir pour le club des Midlands.
| Premier tour retour   | Waterford FC                  | 3 - 1 | Athlone Town       | Regional Sports Centre |  |
| 28 octobre 2023 15:00 | Romeo Akachukwu 64e 78e 90+4e | (0-0) | Frantz Pierrot 71' |                        |  |

Le Waterford Football Club se qualifie pour la finale des barrages de First Division en battant nettement Athlone. C'est un remplaçant Romeo Akachuckwu qui fait la différence en marquant trois buts.
| Premier tour aller    | Wexford FC | 0 - 1 | Cobh Ramblers FC  | Ferrycarrig Park                              |                                               |
| 24 octobre 2023 19:45 |            | (0-1) | Wilson Waweru 14e | Spectateurs : 1 010 Arbitrage : Alan Patchell | Spectateurs : 1 010 Arbitrage : Alan Patchell |
| 24 octobre 2023 19:45 | Rapport    |       |                   | Spectateurs : 1 010 Arbitrage : Alan Patchell | Spectateurs : 1 010 Arbitrage : Alan Patchell |

Cobh l'emporte sur le terrain de Wexford et prend ainsi un avantage certain en vue de la qualification. Le seul but du match est marqué dès la 14e minute par Wilson Waweru.
| Premier tour retour   | Cobh Ramblers FC  | 1 - 1 | Wexford FC         | St. Colman's Park |  |
| 28 octobre 2023 17:00 | James O'Leary 75e | (0-1) | James Crawford 33e |                   |  |

Le Cobh Ramblers Football Club se qualifie pour la finale des barrages de First division malgré le match nul concédé sur son terrain devant Wexford. La victoire au match aller fait la différence. C'est bien Wexford qui a marqué en premier, entretenant un espoir non concrétisé par un deuxième but. L'égalisation de James O'Leary à la 75e minute est venue annihiler tous leurs espoirs.

### Deuxième tour
| deuxième tour         | Cobh Ramblers FC       | 1 - 2 a. p.     | Waterford FC                             | Turner's Cross, Cork    |                         |
| 4 novembre 2023 17:00 | Matthew McKevitt ( 87e | (0-0, 1-1, 1-2) | Ronan Coughlan 46e · Giles Phillips 100e | Arbitrage : David Dunne | Arbitrage : David Dunne |

### Barrage de promotion/relégation
Le barrage de promotion ou de relégation oppose Cork City FC, neuvième de Premier Division et Waterford FC, quexième de First Division et vainqueur des barrages. Le vainqueur jouera dans l'élite lors de la saison 2024. Un tirage au sort désigne Waterford comme l'équipe accueillante. Le match se joue sur terrain neutre à Dublin au Tallaght Stadium.
| promotion/relégation | Waterford FC                                    | 2 - 1 a. p. | Cork City FC     | Tallaght Stadium, Dublin                         |                                                  |
| 10 novembre 2023     | Connor Parsons 68e · Ronan Coughlan 100e (pen.) |             | Cian Coleman 53e | Spectateurs : 4 032 Arbitrage : Damien MacGraith | Spectateurs : 4 032 Arbitrage : Damien MacGraith |
| 10 novembre 2023     | Rapport                                         |             |                  | Spectateurs : 4 032 Arbitrage : Damien MacGraith | Spectateurs : 4 032 Arbitrage : Damien MacGraith |

Waterford l'emporte 2 buts à 1 après prolongation et se qualifie pour la Premier Division pour la saison 2024. Devant une foule nombreuse et dans une ambiance de finale de Coupe, Waterford l'emporte sur ses voisin du Munster. Après une première mi-temps marquée par les blessures de deux joueurs de Cork dont leur meilleur buteur Ruairi Keating, c'est Cork City qui prend l'avantage à la 53e minute par Cian Coleman. Après dix petites minutes de tergiversations, Waterford prend le match à bras le corps et égalise quinze minutes après l'ouverture du score. Parsons marque d'une reprise de volée. Lors de la première prolongation, Ronan Coughlan marque son trente septième but de la saison et donne la victoire à son équipe.

## Statistiques

### Meilleurs buteurs
- Tous les joueurs sont de nationalité irlandaise, sauf mention contraire.

| Place              | Joueur           | Club            | Buts |
| ------------------ | ---------------- | --------------- | ---- |
| Médaille d'or      | Jonathan Afolabi | Bohemians       | 15   |
| Médaille d'or      | Jack Moylan      | Shelbourne      | 15   |
| Médaille de bronze | Patrick Hoban    | Dundalk         | 14   |
| 4                  | Chris Forrester  | St. Pat's       | 13   |
| 4                  | Ruairi Keating   | Cork City       | 13   |
| 6                  | Graham Burke     | Shamrock Rovers | 12   |
| 7                  | Max Mata         | Sligo Rovers    | 11   |
| 8                  | Rory Gaffney     | Shamrock Rovers | 8    |
| 9                  | Freddie Draper   | Drogheda        | 8    |
| 10                 | Jordan McEneff   | Derry City FC   | 8    |

| Place              | Joueur             | Club          | Buts |
| ------------------ | ------------------ | ------------- | ---- |
| Médaille d'or      | Ronan Coughlan     | Waterford     | 33   |
| Médaille d'argent  | Frantz Pierrot     | Athlone Town  | 21   |
| Médaille de bronze | David Hurley       | Galway        | 21   |
| 4                  | Jack Doherty       | Cobh Ramblers | 16   |
| -                  | Stephen Walsh      | Galway        | 16   |
| 6                  | Aaron Dobbs        | Wexford       | 14   |
| 7                  | Enda Curran        | Treaty United | 12   |
| -                  | Wilson Waweru      | Cobh Ramblers | 12   |
| 9                  | Valerij Dolia      | Athlone Town  | 10   |
| -                  | Cristian Măgerușan | Longford      | 10   |

## Bilan de la saison
| Championnat d'Irlande de football 2023  |                                           |
| Champion                                | Shamrock Rovers Football Club (21e titre) |
| Coupes et trophées                      |                                           |
| Vainqueur de la Coupe d'Irlande 2023    | St. Patrick's Athletic Football Club      |
| Qualifications continentales            |                                           |
| Ligue des champions de l'UEFA 2024-2025 | Shamrock Rovers Football Club             |
| Ligue Conférence 2024-2025              | St. Patrick's Athletic Football Club      |
| Ligue Conférence 2024-2025              | Derry City Football Club                  |
| Ligue Conférence 2024-2025              | Shelbourne Football Club                  |
| Promotions et relégations               |                                           |
| Promus en Premier Division              | Galway Football Club                      |
| Promus en Premier Division              | Waterford Football Club                   |
| Relégués en First Division              | UCD                                       |
| Relégués en First Division              | Cork City Football Club                   |